# Glaucoom

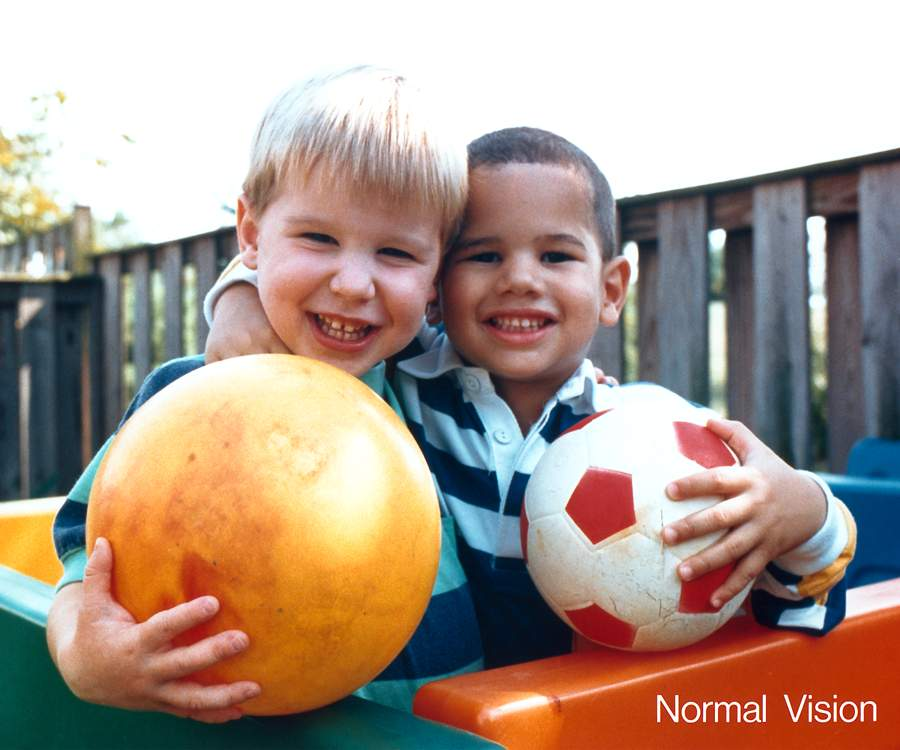
Zicht van iemand met normaal zicht

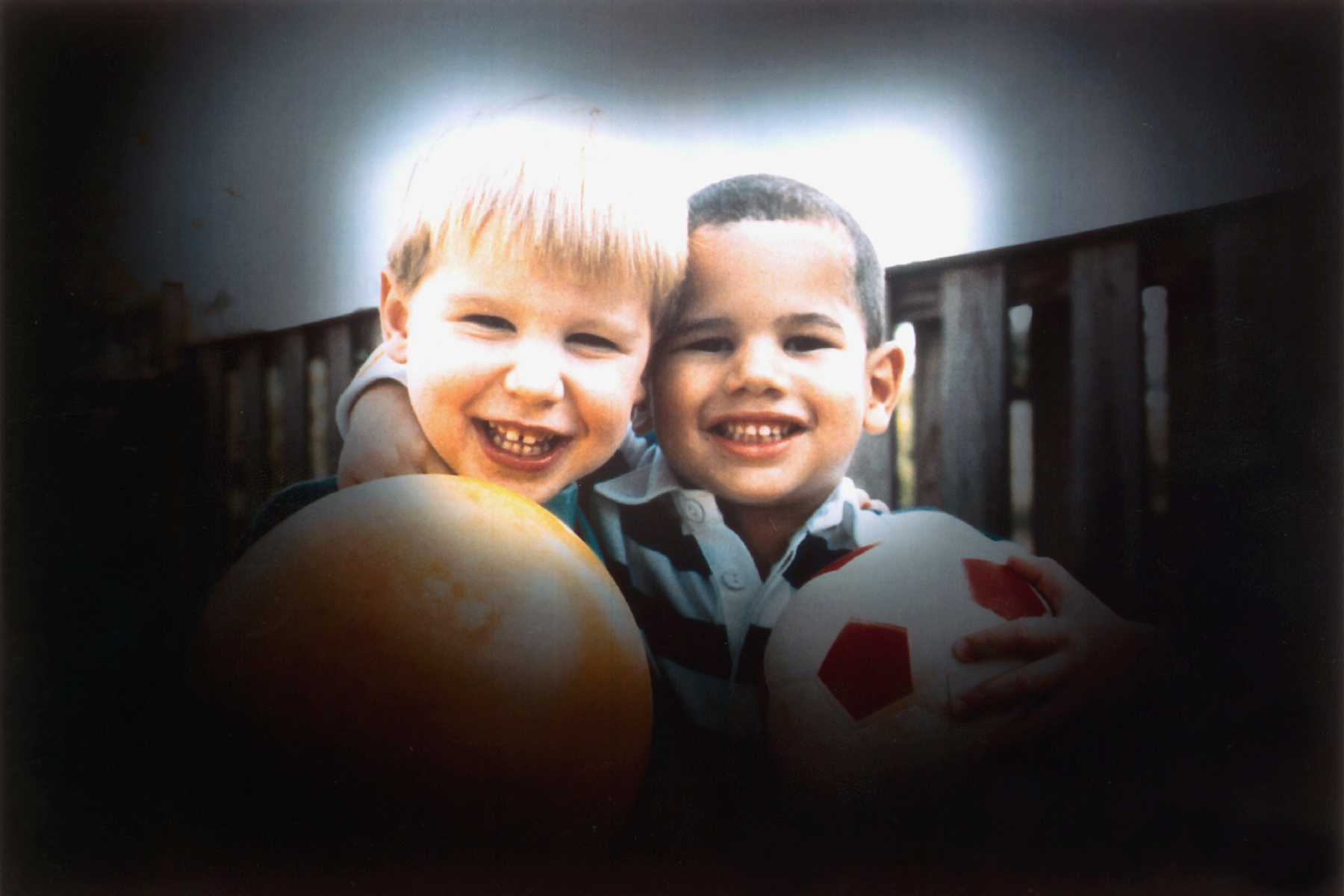
Hetzelfde beeld, gezien door iemand met gevorderd glaucoom

Glaucoom of groene staar is de verzamelnaam voor een aantal aandoeningen en afwijkingen van het oog die leiden tot beschadiging van uitlopers van de oogzenuw waarbij beperking of uitval van vooral het perifere gezichtsveld optreedt.
In het algemeen ligt de directe oorzaak in een verhoogde oogboldruk, hetgeen tal van onderliggende oorzaken kan hebben. Bij normale-drukglaucoom treedt de karakteristieke aantasting echter op zonder dat een verhoogde oogboldruk kan worden vastgesteld.
Glaucoom begint meestal na het veertigste levensjaar en verloopt veelal sluipend; langzamerhand vallen delen van het gezichtsveld uit, hetgeen door de patiënt vaak lange tijd onopgemerkt blijft. Het centrale zicht blijft lang intact.
Glaucoom kan het gezichtsvermogen onherstelbaar aantasten. Indien onbehandeld, kan het leiden tot permanente blindheid.

## Oorzaken
De oorzaak van glaucoom is niet altijd duidelijk. Meestal is sprake van een verhoogde oogdruk door een verhoogde productie dan wel vertraagde afvoer van kamervocht. Dit kan uiteenlopende oorzaken hebben, zoals een afsluiting van het kanaal van Schlemm. Het oogvocht kan niet worden afgevoerd en hoopt zich op waardoor de druk stijgt. Bij gezonde ogen ligt de oogdruk tussen de 10 en 21 mm Hg, wanneer deze toeneemt ontstaat druk op de oogzenuw waardoor deze beschadigd kan raken.
Aanleg voor glaucoom kan erfelijk zijn. Om die reden geldt in sommige landen, zoals het Verenigd Koninkrijk, een advies voor preventieve screening. In Nederland geldt zo'n advies niet. Wel beschikken veel opticiens over apparatuur waarmee de oogboldruk kan worden gemeten.
Er is ook een vorm van glaucoom die acuut kan optreden, door het plotseling afsluiten van de natuurlijke afvoer van het oogvocht, die zich in de kamerhoek bevindt, waar de iris aan de rand bijna tegen de cornea aanligt. Het wordt vaak uitgelokt door omstandigheden met een wijde pupil (vaak 's nachts, soms na de toediening van pupilverwijdende oogdruppels). Dit is meestal heftig pijnlijk met fotofobie, roodheid, en tranen van het oog. Dit kan spontaan optreden of als late complicatie bij een aantal andere oogaandoeningen. Het is een indicatie voor een spoedconsult bij een oogarts. Glaucoom kan echter ook voorkomen als gevolg van traumata, bloedingen in het oog of het gevolg zijn van medicijngebruik (door bijvoorbeeld corticosteroïden).
Afhankelijk van de oorzaak van glaucoom kunnen beide ogen aangedaan zijn; meestal is er een verschil in ernst van de gezichtsvelduitval tussen beide ogen. Naarmate men ouder wordt, neemt de kans op glaucoom toe. Ook verziend- of bijziendheid, of een afwijking in de bloedvaten verhogen de kans hierop.

## Diagnostiek
Glaucoom wordt in de oogheelkunde op verschillende manieren onderzocht. Alleen een meting van een verhoogde oogdruk is onvoldoende om de diagnose glaucoom te kunnen stellen.

### Oogdrukmeting
Een verhoogde oogdruk is een risicofactor voor het krijgen van glaucoom. Er bestaan echter ook vormen van glaucoom die ontstaan bij een normale oogdruk (<21 mmHg), het zogenaamde normaledrukglaucoom. 
De oogdruk kan op verschillende momenten van de dag hoger of lager zijn. In het algemeen geldt dat deze 's ochtends het hoogste is. Een opticien, optometrist of oogarts kan de oogdruk meten middels tonometrie.

### Fundoscopie van het netvlies
Aan het netvlies valt veel af te lezen bij onderzoek naar glaucoom. 

#### Veranderingen aan de papil
De papil loopt bij glaucoom schade op wat te zien is aan de holte ("cup") en de rand ("rim") van de papil. In de holte lopen geen zenuwvezels en is in de regel stabiel qua uitholling. De rand bevat veel zenuwvezels die afkomstig zijn uit het gehele netvlies. Bij een normaal oog blijft deze situatie hetzelfde, maar bij een glaucomateus oog ontstaat door de verhoogde oogdruk schade aan de zenuwvezellaag wat te zien is aan de verhouding van de holte tot de rim. Er ontstaat zogenaamde glaucomateuze excavatie, door dat de holte dieper wordt en de rim langzaam dunner wordt. De holte in het midden wordt groter, doordat de zenuwvezels langzaam afsterven.
De verhouding van deze uitholling wordt gegradeerd met de zogenaamde 'cup-to-disc ratio', waarmee de mate van papilexcavatie wordt uitgedrukt.

#### Overige glaucoomschade aan het netvlies
De bloedvaatjes die de oogzenuw van bloed voorzien kunnen door de hoge oogdruk dicht worden gedrukt, waardoor ze gaan lekken. Dat kan ook gebeuren door een systemische ziekte zoals hart- en vaatziekten. Hierbij kunnen splinterbloedingen ontstaan (bloedingen op de rand van de papil) en atrofie van de papil wat te zien is aan een bleke kleur rondom de papil.

#### Aanvullend onderzoek
Met behulp van een OCT-scan kan de maat van de cup-to-disc ratio goed in kaart worden gebracht. Met een GDx-scan kan de dikte van de zenuwvezellaag worden gemeten.

### Gezichtsveldonderzoek
Als gevolg van schade aan de zenuwvezellaag kunnen er afwijkingen in het gezichtsveld ontstaan die kenmerkend zijn voor glaucomateuze schade. Deze kunnen met behulp van bijvoorbeeld een Humphrey Field Analyzer in kaart worden gebracht.

## Behandeling
Behandeling is mogelijk met oogboldrukverlagende geneesmiddelen. Indien men de druk genoeg verlaagt, kan een toename van het verlies van het gezichtsveld tegengehouden worden. Middelen als pilocarpine in oogdruppels of als gel bevorderen de afvoer van vocht in de voorste oogkamer door de pupil te verkleinen (miotica) waardoor de kamerhoek open wordt getrokken. Bètablokkers zoals timolol verminderen de productie van dit vocht; koolzuuranhydraseremmers zoals acetazolamide remmen de productie; alfa2-agonisten verhogen zowel de afvoer als remmen de productie; prostaglandine-analoga (latanoprost, unoprostone, bimatoprost, tafluprost, travoprost) verhogen de afvoer weer. Het natuurlijke middel palmitoylethanolamide verlaagt eveneens de druk en beschermt tevens de zenuwcellen (retina) tegen drukschade.
Als geneesmiddelen niet helpen, kan ervoor gekozen worden om met een laser de oogdruk te verlagen. Als ook dat niet helpt, kan ook een operatie worden uitgevoerd, een trabeculectomie. Hierbij wordt een kunstmatige afvoer gecreëerd; dit kan op verschillende manieren. Een laatste optie is een glaucoomimplant.
Reeds verloren gegane delen van het gezichtsveld komen hiermee niet terug; behandeling dient alleen om erger te voorkomen.